# Bactrocera correcta
Bactrocera correcta is een vliegensoort uit de familie van de boorvliegen (Tephritidae). De wetenschappelijke naam van de soort werd voor het eerst geldig gepubliceerd in 1916 door Bezzi als Chaetodacus correctus.